# Olsztyn (gemeente)

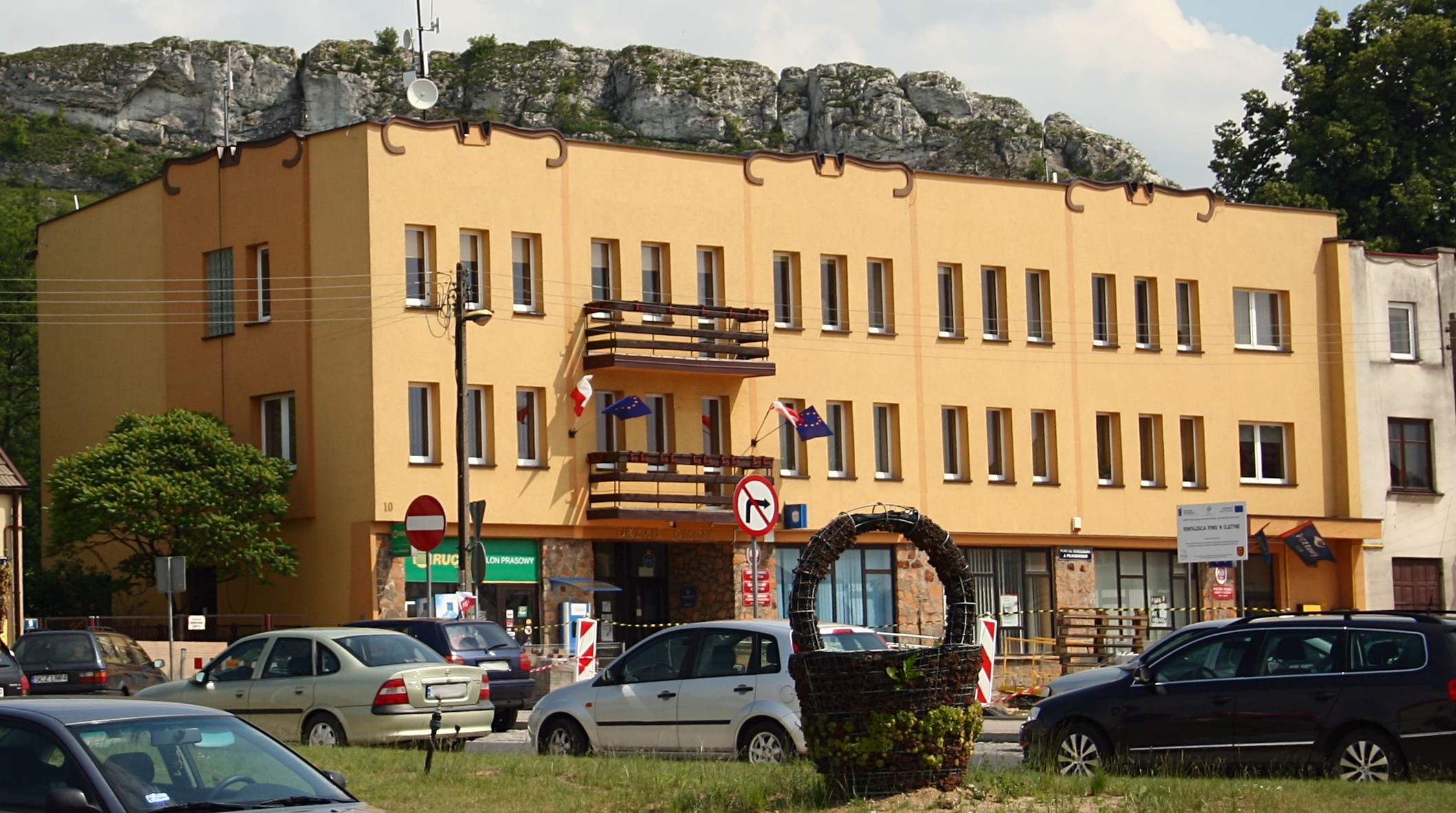
Gemeentehuis

De gemeente Olsztyn is een landgemeente in het Poolse woiwodschap Silezië, in powiat Częstochowski.
De zetel van de gemeente is in Olsztyn.
Op 30 juni 2004 telde de gemeente 6934 inwoners.
In 2006 telde de gemeente 7358 inwoners.

## Oppervlakte gegevens
In 2002 bedroeg de totale oppervlakte van gemeente Olsztyn 108,82 km², waarvan:
- agrarisch gebied: 48%
- bossen: 44%

De gemeente beslaat 7,16% van de totale oppervlakte van de powiat.

## Demografie
Stand op 30 juni 2004:
| Omschrijving                   | Totaal | Totaal | Vrouwen | Vrouwen | Mannen | Mannen |
| ------------------------------ | ------ | ------ | ------- | ------- | ------ | ------ |
| eenheid                        | aantal | %      | aantal  | %       | aantal | %      |
| inwoners                       | 6934   | 100    | 3476    | 50,1    | 3458   | 49,9   |
| bevolkingsdichtheid (inw./km²) | 63,7   | 63,7   | 31,9    | 31,9    | 31,8   | 31,8   |

In 2002 bedroeg het gemiddelde inkomen per inwoner 1452,26 zł.

## Plaatsen
Biskupice, Bukowno, Krasawa, Kusięta, Olsztyn, Przymiłowice, Przymiłowice-Podgrabie, Skrajnica, Turów, Zrębice.

## Aangrenzende gemeenten
Częstochowa, Janów, Kamienica Polska, Mstów, Poczesna, Poraj, Żarki